# Веркураго
Веркура̀го (на италиански: Vercurago, на западноломбардски: Vercürach, Веркюрак) е малко градче и община в Северна Италия, провинция Леко, регион Ломбардия. Разположено е на 225 m надморска височина. Населението на общината е 2841 души (към 2014 г.).